# Sorex cansulus
Il toporagno del Gansu (Sorex cansulus Thomas, 1912) è un mammifero soricomorfo della famiglia dei Soricidi, endemico della Cina.

## Distribuzione e habitat
Questa specie è endemica in Cina, e fino a poco tempo fa era conosciuta grazie a pochi esemplari catturati nella provincia di Gansu. Successivamente, però, ne furono trovati altri a sud-ovest del Gansu, nella provincia del Qinghai, assieme a un altro catturato nella provincia di Xizang.
Non si hanno dati per quanto riguarda l'habitat di questa specie anche se si sa che abita tra i 2 600-3 000 m.